# The Man That Got Away
«The Man That Got Away» — песня, написанная Гарольдом Арленом (музыка) и Айрой Гершвином (слова) для вышедшего на экраны в  1954 году (первого) римейка кинофильма «Звезда родилась».
Песню исполняет главная героиня фильма, роль которой играет Джуди Гарленд.

## Признание
Песня была номинирована на «Оскар» 1954 года в категории «Лучшая песня», но проиграла песне «Three Coins in the Fountain» из одноимённого фильма. Это была третья номинация Айры Гершвина на «Оскар» в этой категории и его третье поражение.
Американский институт киноискусства поместил эту песню (в версии из фильма 1954 года «Звезда родилась») на 11-е место своего списка ста лучших песен из американских кинофильмов.